# Beate Eriksen
Beate Marie Eriksen (Oslo, 19 ottobre 1960) è un'attrice e regista norvegese.

## Biografia
Diplomata al Teaterhøyskolen, l'Accademia Nazionale Norvegese del Teatro, nel 1985, ha lavorato tra gli altri all'Oslo Nye Teater, al Riksteatret e al Nationaltetheatret.
Ha recitato anche in televisione ed è stata regista di 69 episodi della serie Hotel Cæsar, che conta 34 stagioni e 3123 episodi.
Nel 2012 ha recitato nella serie TV Lilyhammer.
È figlia del pilota della Seconda guerra mondiale Marius Eriksen ed è sposata con Toraly Maurstad, famoso attore norvegese.